# Vaarweg
Een vaarweg of waterweg is een water dat kan worden bevaren. Dit kan een rivier of kanaal zijn of een aangelegde vaargeul in een verder ondiep water.
Zeeën en diepe meren zijn ook vaarwegen, al worden ze in het algemeen niet zo genoemd.
Een bijzonder geval is een vaarweg die niet tot de oppervlakte komt, en waar dus alleen een onderzeeboot kan varen, bijvoorbeeld onder ijs en in een watergrot.
Als het gaat om een weg van het water zelf in plaats van water dat dient als weg om te varen dan spreekt men van een watergang. Het een sluit het ander niet uit.

## Europese onderverdeling van vaarwegen in klassen

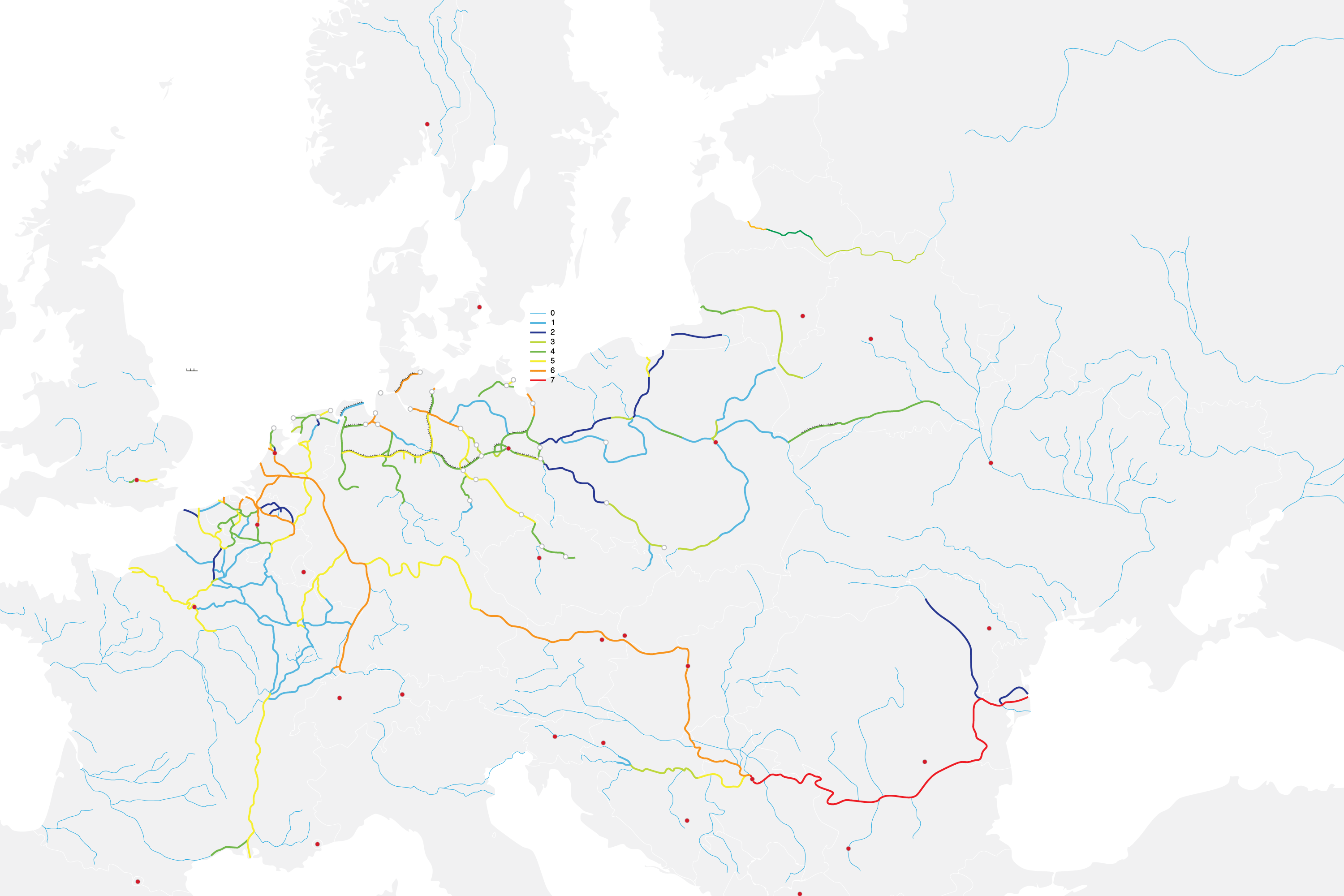
Europese vaarwegen

In 1954 zijn alle vaarwegen in Europa geklasseerd in zes hoofdmaten. Zie ook: CEMT-klasse.
De maten zijn gebaseerd op bekende scheepstypen:
| klasse | type                  | max. lading (ton) | lengte (m) | breedte (m) | diepgang (m) |  |
| 0      | kleine schepen        | 300               |            |             |              |  |
| I      | Spits                 | 400               | 38,50      | 5,00        | 2,20         |  |
| II     | Kempenaar             | 600               | 50,00      | 6,60        | 2,50         |  |
| III    | Dortmunder            | 1000              | 67,00      | 8,20        | 2,50         |  |
| IV     | Rijn-Hernekanaalschip | 1350              | 80,00      | 9,50        | 2,50         |  |
| V      | Groot Rijnschip       | 3500              | 95,00      | 11,50       | 2,70         |  |

## België

Rivieren in België

België telt ongeveer 2000 kilometer waterwegen, waarvan iets meer dan 1500 kilometer regelmatig wordt gebruikt voor de beroepsvaart. Een opsomming staat in de lijst van waterwegen in België.

### Vlaanderen
Het Vlaamse waterwegennet is bijna 1400 kilometer lang, waarvan 1076 km geschikt is voor de beroepsvaart. Van die 1076 kilometer is 23% geschikt voor schepen van CEMT-klasse I. 23% van de waterwegen komt overeen met klasse II, 22% met klasse IV, 10% met klasse V en 21% met klasse VI. 1% van de vaarwegen is niet geklasseerd.
In Vlaanderen waren er twee grote waterwegbeheerders actief. De NV De Scheepvaart beheerde het Albertkanaal en enkele andere kanalen in de Kempen. Waterwegen en Zeekanaal (WenZ) beheerde waterwegen in de provincies West-Vlaanderen, Oost-Vlaanderen, Antwerpen (gedeeltelijk) en Vlaams-Brabant (gedeeltelijk). Beide waterwegbeheerders zijn sedert 2017-2018 opgegaan in De Vlaamse Waterweg, het nieuwe agentschap van de Vlaamse overheid.

### Wallonië
Het Waalse waterwegennet is 451 kilometer lang. Hiervan komt 19% overeen CEMT-klasse I, 43% met klasse IV, 34% met klasse V en 4% met klasse VI. De Direction Générale des Voies Hydrauliques (DG2) van het Waalse Ministerie van Uitrusting en Vervoer is de (belangrijkste) waterwegbeheerder.

## Nederland

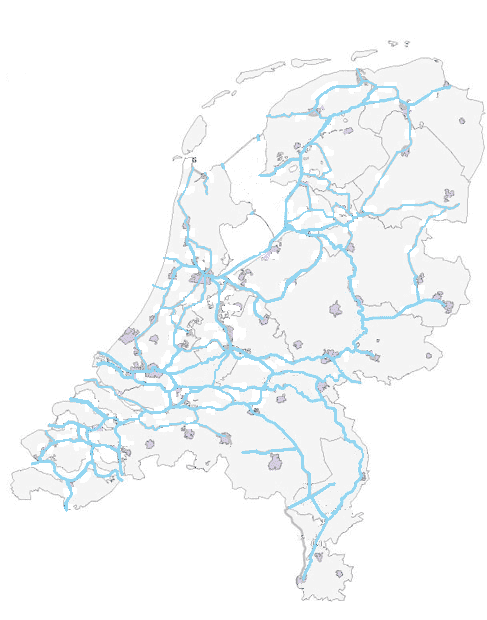
Vaarwegen in Nederland

Het Nederlands vaarwegennet beslaat ongeveer 5046 km. De hoofdtransportassen en hoofdvaarwegen (beheerd door het rijk) zijn samen circa 1400 km lang. De overige vaarwegen hebben een gezamenlijke lengte van ongeveer 3400 km, en zijn in beheer door de regionale overheden.
Vaarwegen worden in Nederland ook onderverdeeld in verschillende klassen, al naargelang van het gebruik.
- vaarwegen type A: voor de grote beroepsvaart
- vaarwegen type B: voor de kleine beroepvaart
- vaarwegen type C: voor de pleziervaart
- vaarwegen type 0: voor de overige wateren (kano's en dergelijke)